# Lili Berky

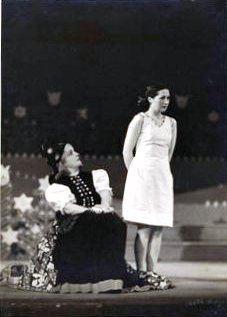
József Babay: Csodatükör. Mikan néni: Lili Berky, Katalin: Erzsi Somogyi.

Lili Berky (n. 15 martie 1886, Győr, Ungaria – d. 5 februarie 1958, Budapesta, Republica Populară Ungară) a fost o actriță maghiară, distinsă cu titlul de artist emerit. Ea a fost soția actorului Gyula Gózon, laureat al premiului Kossuth.

## Biografie

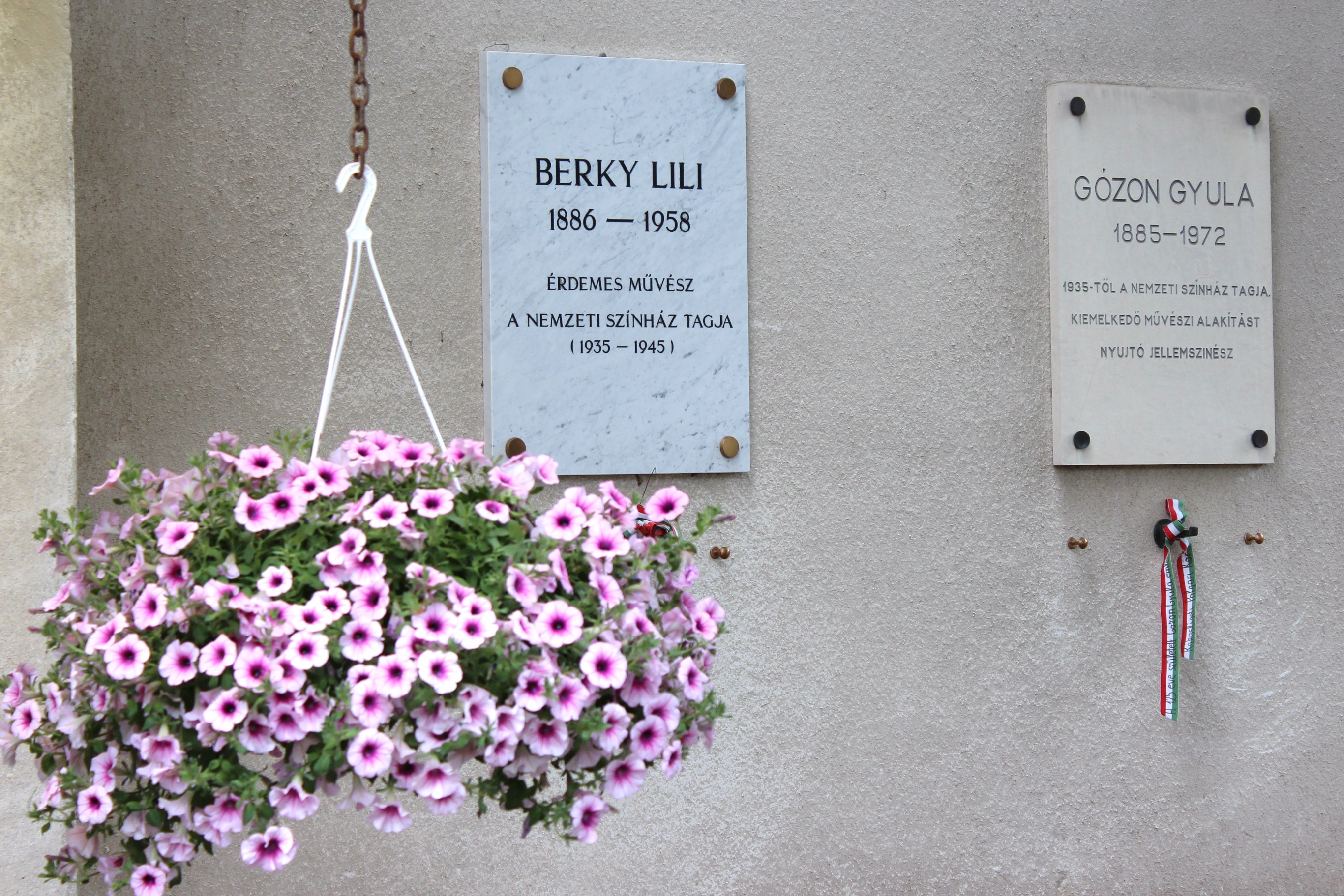
Placă memorială pe clădirea locuinței ei din cartierul Rákosliget

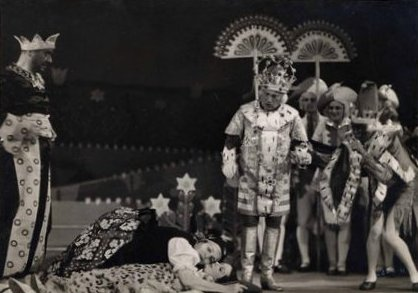
József Babay: Csodatükör. Fekete Király: Gábor Rajnai, Mikan néni: Lili Berky, Katalin: Erzsi Somogyi, Fehér király: Gyula Gózon, Fehér Bolond: Zoltán Makláry

S-a născut într-o familie de actori și a debutat pe scenă la vârsta de 8 ani. În 1903 a absolvit cursurile Academiei Regale Naționale Maghiare de Teatru. Între 1905 și 1906 a jucat la Teatrul Regal, iar între 1906 și 1911 la Teatrul din Cluj. În perioada 1911-1913 a jucat la Opera națională (Népopera), iar între 1915 și 1919 la Teatrul din Cluj. 
În 1917 s-a căsătorit cu Gyula Gózon, care a deschis în 1919 Cabaretul Muskátli. A jucat apoi la Teatrul Apollo (1920), la Teatrul Renașterii (1921), la Teatrul Artistic (1922), la Teatrul Belváros (1923), apoi la Teatrul Regal, Teatrul Belváros, Teatrul Blaha Lujza și Teatrul Maghiar (1924-1926). În 1929 a fost angajată la Teatrul Nou, dar a jucat în paralel la Teatrul Belváros, Teatrul de Comedie, Teatrul Municipal și Teatrul Regal. Din 1932 până în 1933 a jucat la Teatrul Artistic, în 1934 la teatrul de pe bulevardul Andrássy, din 1934 până în 1935 la Teatrul de Comedie și din 1935 până în 1949 la Teatrul Național din Budapesta. Între 1943 și 1947 a jucat, de asemenea, la Teatrul de Operetă din Budapesta, la Teatrul Erzsébetváros și la Teatrul Maghiar. 
Din 1949 până în 1955 a făcut parte din trupa Teatrului Tineretului, iar din 1955 până la moarte a jucat la Teatrul József Attilași la Teatrul Armatei Populare Maghiare (azi: Vígszínház). Ultimul rol jucat pe scenă a fost în piesa A hattyú a lui Ferenc Molnár. Primul film în care a jucat a fost filmul mut Sárga csikó, realizat în 1913, iar ultimul său film a fost Az élet hídja din 1955.

## Roluri în piese de teatru
Numărul rolurilor interpretate din 1946, potrivit evidențelor teatrale, este de 14. Printre acestea se numără următoarele:.
- Audran: Üdvöske....Primadonna
- Adorján Bónyi: Hódítás....Wanderweldné
- Gergely Csiky: Nagymama....Nagymama
- Alexandre Dumas: A nők barátja....Leverdetné
- Jenő Heltai: Naftalin....Dr. Csaplárosné, Manci
- Ferenc Herczeg: Bizánc....Zenóbia
- Ferenc Herczeg: A Gyurkovics lányok....Gyurkovicsné
- Ferenc Herczeg: Kék róka....Cecil
- Hervé: Lili
- Hervé: Nebántsvirág
- Huszka Jenő: Bob herceg
- Huszka Jenő - Martos Ferenc: Aranyvirág
- Pongrác Kacsóh: János vitéz....Iluska
- János Kodolányi: Földindulás....Böbékné
- Ferenc Lehár: Luxemburg grófja
- Franz Lehár: A víg özvegy....Glavári Hanna
- Rákosi: Elnémult harangok....Todorescuné
- Soulaine - Pujol - Yvain: Yes....Mme de Saint-Aiglefin, Lucette
- Straus: Varázskeringő
- Suppé: Boccaccio
- György Ujházy: A Beleznay asszonyok....özv. Beleznay Ádámné
- Verneuil-Berr: Én és a húgom....Elárusítólány
- Albert Szirmai: Mágnás Miska....Marcsa
- Zilahy: Süt a nap....A tekintetes asszony

## Filmografie

### Filme mute
- Sárga csikó (1913)
- A tolonc (1914)
- Böském (1914)
- A kölcsönkért csecsemők (1914)
- A kormányzó (1915)
- Havasi Magdolna (1915)
- Leányfurfang (1915)
- Éjjeli találkozás (A betyár kendője) (1915)
- Tetemrehívás (1915)
- Petőfi dalciklus (1916)
- Mágnás Miska (1916)
- A kétszívű férfi (1916)
- A szobalány (1916)
- Mesék az írógépről (1916)
- A gyónás szentsége (1916)
- Méltóságos rabasszony (1916)
- Ártatlan vagyok (1916)
- A dolovai nábob leánya (1916)
- Fehér éjszakák (Fedora) (1916)
- Vergődő szívek (1916)
- Csaplárné a betyárt szerette (1917)
- Ciklámen (1917)
- Falusi Madonna (1917)
- Az utolsó éjszaka (1917)
- A megbélyegzett (1917)
- A vasgyáros (Claire) (1917)
- A tanítónő (1917)
- Nehéz szerep (1917)
- A vadorzó (1918)
- Omul de aur (1919)
- A csodagyerek (1920)
- Csárdáskirálynő (1927) germano-maghiar

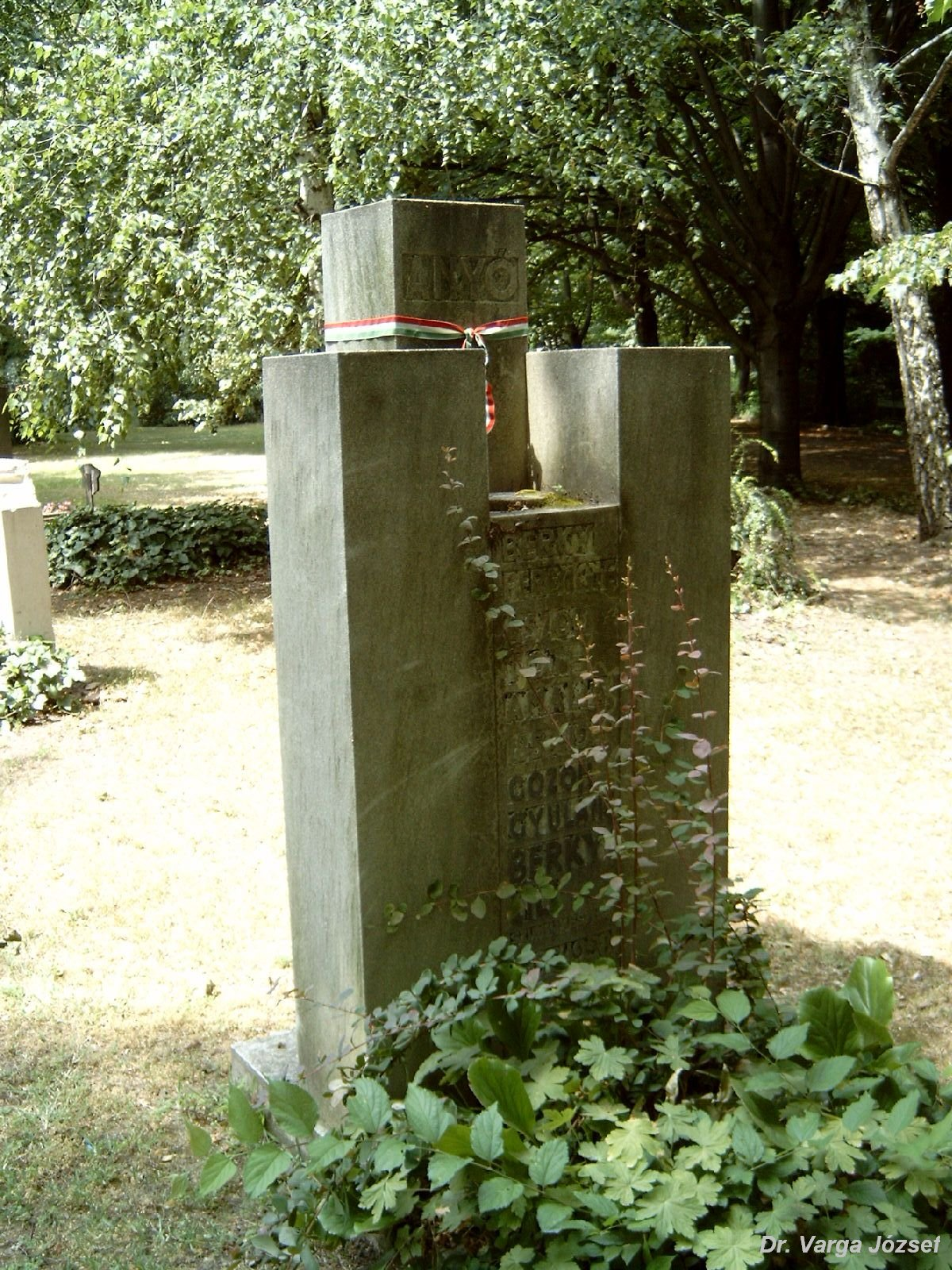
Mormântul lui Lili Berky în Cimitirul Kerepesi din Budapesta: 34/2-1-36

### Filme
- Pardon tévedtem (1933)
- Ida regénye (1934)
- Az új rokon (1934)
- Meseautó (1934)
- Búzavirág (1934)
- Márciusi mese (1934)
- Nem élhetek muzsikaszó nélkül (1935)
- Szerelmi álmok (1935)
- Ez a villa eladó (1935)
- A királyné huszárja (1935)
- Zivatar Kemenespusztán (1936)
- Dunaparti randevú (1936)
- A méltóságos kisasszony (1936)
- Három sárkány (1936)
- Mária nővér (1936)
- Pergőtűzben! (1937)
- Mai lányok (1937)
- Pusztai szél (1937)
- Viki (1937)
- Egy lány elindul (1937)
- Fehérvári huszárok (1938)
- Süt a nap (1938)
- Uz Bence (1938)
- Párbaj semmiért (1939)
- Mátyás rendet csinál (1939)
- Balkezes angyal (1940)
- Pepita kabát (1940)
- Rózsafabot (1940)
- Tóparti látomás (1940)
- Dankó Pista (1940)
- Sarajevo (1940)
- Hét szilvafa (1940)
- Az intéző úr (1941)
- Fekete hajnal (1942)
- Sárga kaszinó (1943)
- Kerek Ferkó (1943)
- Muki (1943)
- A tanítónő (1945)
- Hazugság nélkül (1945)
- Különös házasság (1951)
- Az élet hídja (1955)

## Distincții
- Artist emerit (1955)